# Willy Zogo
Pour les articles homonymes, voir Zogo.
Willy Zogo, né dans la Lékié région du centre au Cameroun, est un acteur de cinéma. 

## Biographie

### Études
En 2004, il quitte le Cameroun pour suivre ses études de basket-ball dans une université des Philippines, en passant par la Thaïlande. Finalement, il s’arrête en Thaïlande et y poursuit ses études en masters in business and administration à l’université de Sripatum . C’est en participant à un casting que Willy se tourne vers un cinéma.

### Carrière
Il commence sa carrière en 2008 dans un film américano-russe The 5th Execution (en) aux côtés de Michael Madsen et en 2012, il participe au film Flight 777 avec Éric Roberts. 

## Filmographie
- 2016 : Mechanic [5]

## Prix
- 2018 : prix du Meilleur acteur international[2].